# Ošanjići
Ošanjići (Ošanići) su naseljeno mjesto u općini Stolac, Federacija Bosne i Hercegovine, BiH.

## Stanovništvo

### Popisi 1971. – 1991.
| Ošanjići           |              |              |              |
| godina popisa      | 1991.        | 1981.        | 1971.        |
| Muslimani          | 801 (72,68%) | 139 (73,54%) | 216 (70,58%) |
| Hrvati             | 166 (15,06%) | 18 (9,52%)   | 33 (10,78%)  |
| Srbi               | 118 (10,70%) | 30 (15,87%)  | 57 (18,62%)  |
| Jugoslaveni        | 10 (0,90%)   | 2 (1,05%)    | 0            |
| ostali i nepoznato | 7 (0,63%)    | 0            | 0            |
| ukupno             | 1.102        | 189          | 306          |

### 2013.
| Ošanjići           |              |
| godina popisa      | 2013.        |
| Bošnjaci           | 749 (74,60%) |
| Hrvati             | 218 (21,71%) |
| Srbi               | 11 (1,10%)   |
| ostali i nepoznato | 26 (2,59%)   |
| ukupno             | 1.004        |

## Znamenitosti
- Daorson, nekadašnji glavni grad Daorsa u blizini Ošanjića, nacionalni spomenik BiH
- Crkva sv. Petra i Pavla, pravoslavna crkva podignuta prije 1505., nacionalni spomenik BiH[3] Zadužbina je feudalne obitelji Hrabrena Miloradovića. Ktitor te crkve vojvoda Radoslav Hrabren pokopan je ispred crkve 1505. godine. Pokazuje miješane umjetničke elemente. Ulazna vrata imaju orijentalne elemente. Zvonik je građen pod utjecajem hrvatskih graditelja iz Dalmacije, "na preslicu", tipična osobina dalmatinske arhitekture.[4]